# Ruda (gmina Rogowo)
Ruda (dawniej Ruda Żalska) – wieś w Polsce położona w województwie kujawsko-pomorskim, w powiecie rypińskim, w gminie Rogowo.
W latach 1975–1998 miejscowość należała administracyjnie do województwa włocławskiego.

## Części wsi
| SIMC    | Nazwa           | Rodzaj     |
| ------- | --------------- | ---------- |
| 1029709 | Antoniewo       | część wsi  |
| 1029715 | Bąkowizna       | część wsi  |
| 1029773 | Mańkowo         | część wsi  |
| 0868709 | Ruda Żalska     | przysiółek |
| 1029856 | Rumunki Rudzkie | część wsi  |
| 1029891 | Wiktorowo       | część wsi  |

## Demografia
Według Narodowego Spisu Powszechnego (III 2011 r.) liczyła 54 mieszkańców. Jest najmniejszą miejscowością gminy Rogowo.